# Дніпровське (Херсонський район)
Дніпровське — селище в Україні, у Білозерській селищній громаді Херсонського району Херсонської області.
Населення становить 1139 осіб. До 2020 орган місцевого самоврядування — Дніпровська сільська рада.

## Основні відомості
Територія Національного природного парку «Нижньодніпровський» і дельта Дніпра (водно-болотне угіддя), що має міжнародне значення й офіційно визнане Рамсарською конвенцією 1995 року. Закритий робітничий кооператив (ЗРК), 1951 — дослідне господарство заводу ім. Петровського, 1954 — радгосп «Білозерський».

## Історія
У 1939—1941 рр. селище у складі Білозерського району входило до Миколаївської області, від 1941 року — до складу Херсонської області.
12 червня 2020 року, відповідно до Розпорядження Кабінету Міністрів України № 726-р «Про визначення адміністративних центрів та затвердження територій територіальних громад Херсонської області», увійшло до складу Білозерської селищної громади.
19 липня 2020 року, в результаті адміністративно-територіальної реформи та ліквідації Білозерського району, селище увійшло до складу Херсонського району.
24 лютого 2022 року селище тимчасово окуповане російськими військами під час російсько-української війни. 
10 листопада 2022 року визволене Збройними силами України в ході контрнаступу в Херсонській області.

## Населення
Згідно з переписом УРСР 1989 року чисельність наявного населення селища становила 1103 особи, з яких 563 чоловіки та 540 жінок.
За переписом населення України 2001 року в селищі мешкало 1139 осіб.

### Мовний склад
Рідна мова населення за даними перепису 2001 року:
| Мова       | Чисельність, осіб | Доля     |
| ---------- | ----------------- | -------- |
| Українська | 990               | 86,92 %  |
| Російська  | 146               | 12,82 %  |
| Інше       | 3                 | 0,26 %   |
| Разом      | 1 139             | 100,00 % |

## Археологічні пам'ятки
На південно-західній околиці селища Дніпровське розташоване білозерське античне поселення. Воно розташоване на правому корінному березі Дніпра, навпроти дельтової протоки під назвою Кошова.
У 19 столітті досліджувалось А. Чирковим (1867) та Г. Скадовським. У 1946 р. невеличкі розкопки на поселенні здійснено М. Дмитренком, яким досліджено землянкове житло. У 1959 р. обстежене Західно-скіфською степовою експедицією Інституту археології АН СРСР. З 1974 по 2002 роки обстеження постійно здійснювались М. Оленковським (знято план пам'ятки та зібрано матеріали, у тому числі монету ольвійського полісу). У 1976–1977 рр. обстеження здійснювались С. Буйських та М. Абікуловою). У період з 1984 по 2003 рр. неодноразово проводились розкопки В. Билковою.
Поселення має розмір не менший за 100×400 м, понад 2000 м² з яких досліджено розкопками. Зафіксовано наявність жител, у тому числі вкритих черепицею. Досліджено дуже багато господарських ям. За майже півторастолітню історію досліджень з поселення отримано величезну кількість різноманітного археологічного матеріалу.
Функціонувало поселення практично одне століття. Почалось його заселення на початку 4 ст. до н.е., а припинилось на початку 3 століття до н.е. Поселення протягом багатьох десятиліть ушкоджувалось: окопами Другої світової війни, плантажною оранкою, розходними зрошувальними каналами, вибіркою ґрунту з берега під будівництво.
На площі античного поселення було виявлено середньовічний археологічний матеріал, що свідчить про заселення цієї ділянки берега давньоукраїнським населенням. Територія поселення може використовуватись у туристично-екскурсійній галузі.

## Освіта
У довоєнний період селище не мало школи. Діти шкільного віку відвідували Білозерську школу, що розташована на відстані 8 км. 1 вересня 1948 року було відкрито початкову школу на 2 класи. Першими вчителями були: Рябова Любов Іванівна й Подмарькова Марія Мартинівна. 1950 року у школі навчалося 25 учнів. 1 вересня 1963 року урочисто було відкрито 8-ми річну школу в селищі. Від вересня 1970 року школа отримала нове приміщення. 1986 року восьмирічну школу реорганізовано в Дніпровську середню школу. Від 2001 року школа стає Дніпровським навчально-виховним комплексом "загальноосвітня школа - дитячий садок".
- Дніпровська загальноосвітня школа I-III ступенів Білозерської районної ради Херсонської області. Функціонує від вересня 1970 року[9] та розрахована на 180 учнів. За результатами ЗНО 2019 року рейтингу шкіл України школа посідає 9 місце серед найкращих загальноосвітніх навчальних закладів Херсонської області[10].
- Дніпровський ясла-садок комбінованого типу (повна назва — Комунальний заклад дошкільної освіти Дніпровський ясла-садок комбінованого типу Дніпровської сільської ради Білозерського району Херсонської області[11].

## Релігія

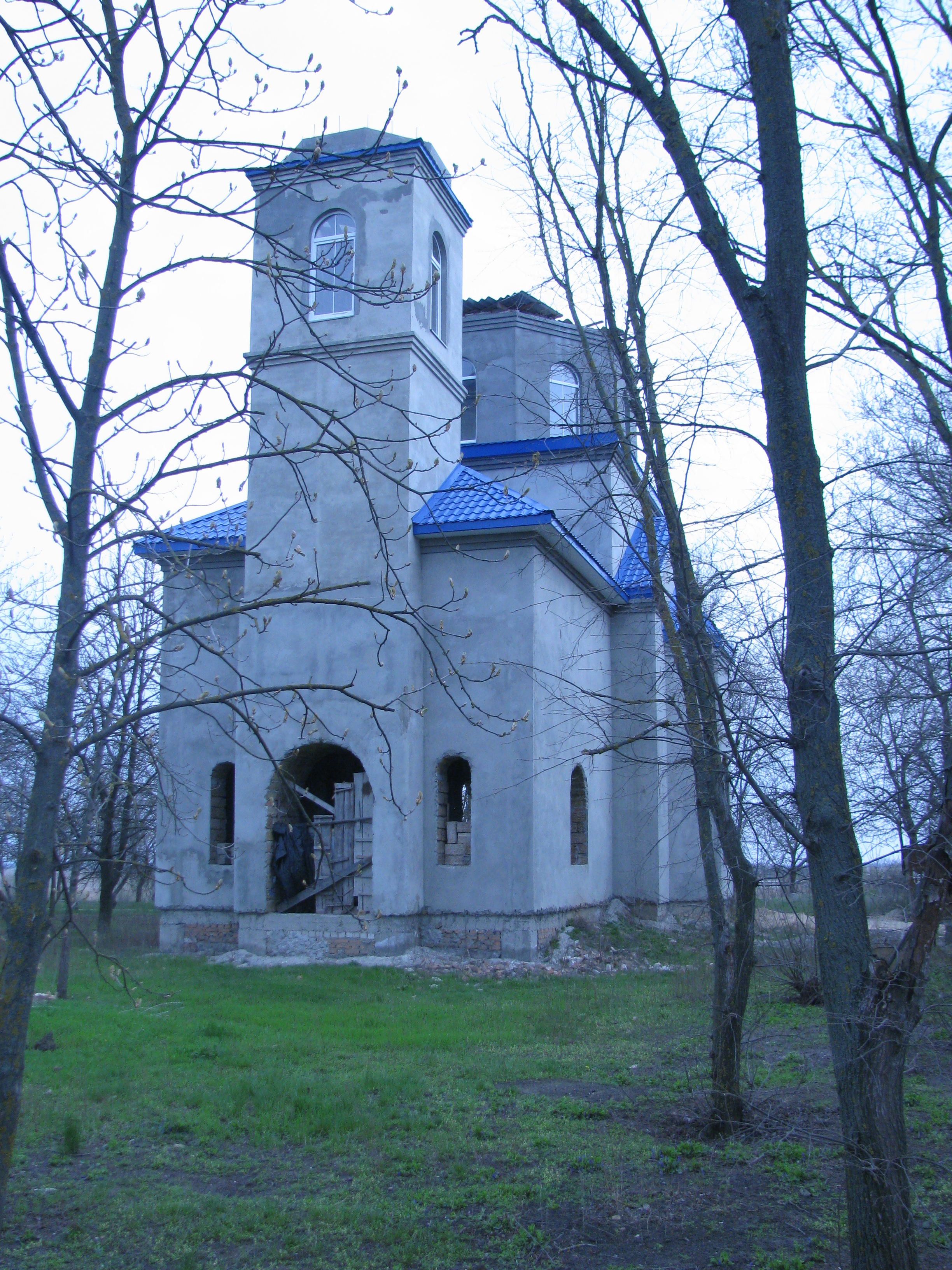
Недобудована Вознесенська церква (2013)

- Церква Святого Миколи Чудотворця УПЦ КП
- Вознесенська церква[12]

## Туристичні розваги
- У селищі Дніпровське розташовано комплекс для рибалки й відпочинку «Дельта Дніпра». На території бази відпочинку працює ресторан і готель, надаються послуги професійних рибалок і єгерів. У комплексі проходять змагання рибалок регіонального й державного значення. Мальовниче місце приваблює туристів не тільки з України, а й з усього світу[13].